# 上京がむしゃら物語
「上京がむしゃら物語」（じょうきょうがむしゃらものがたり）は、C&Kの2枚目のシングル。発売元はユニバーサルミュージック。

## 解説
- 前作「梅雨明け宣言」から約3ヶ月振りのシングル。
- 表題曲は、地方から上京して労働に忙殺されてゆく若者の姿を描いた応援歌である。
- 企画アルバム『It's CK』と同時発売となった。

## 収録曲

### CLIEVY盤
1. 上京がむしゃら物語(動画)
TBS系列『COUNT DOWN TV』オープニングテーマ
2. カシオペア
3. 日本ビート
4. 上京がむしゃら物語 (Instrumental)

### KEEN盤
1. 上京がむしゃら物語(動画)
2. カシオペア
3. 手紙
4. 上京がむしゃら物語 (Instrumental)